# Џорџ Игњатијеф
Георгиј Павлович Игњатијев (енгл. George Ignatieff, рус. Георгий Павлович Игнатьев, Санкт Петербург, 16. децембар 1913 — Торонто, 10. август 1989), познатији под својим англицизованим именом Џорџ Игњатијев, био је истакнути канадски дипломата руског порекла. Његова каријера трајала је скоро пет деценија, за време Другог светског рата и у послератном периоду.

## Младост и образовање
Родио се у Санкт Петербургу у Руској Империји, као најмлађи од од пет синова, у истакнутој руској породици. Његова мајка била је принцеза Наталија Николајевна Машерскаја, а отац гроф Павел Игњатијев, блиски саветник цара и његов последњи министар образовања Николајa II. Након Октобарске револуције 1918. године, гроф Игњатијев је био затворен, а након пуштања породица је побегла у Француску, а касније се преселила у Канаду. Школовао се у Лондону и Торонту.

## Дипломатија
Политичку каријеру почео је 1940. године у канадској дипломатској служби. Игњатијев је био кључна фигура у канадској дипломатији и међународним односима кроз послератни период. Био је амбасадор у Југославији (1956−1958), стални представник у НАТО-у (1963−1966), канадски амбасадор у Уједињеним нацијама (1966−1969) и председник Савета безбедности Уједињених нација (1968−1969). Године 1984. Игњатијев је именован за амбасадора за разоружање од стране премијера Џона Тарнера.
Није био задовољан спољном политиком владе Пјера Тридоа из седамдесетих и осамдесетих година и није се плашио да провоцира владине функционере. Заговарао је опрезну промену канадске одбрамбене политике и комплетну забрану нуклеарног теста. Џорџ Игњатијеф је описан као „најбољи гувернер које је Канада икада имала.” Објавио је аутобиографију The Making of a Peacemonger која је објављена 1985. године.
Од 1972. до 1979. године био је ректор Универзитета Тринити у Торонту и канцелар Универзитета Торонто од 1980. до 1986. године. Колеџ Универзитета у Тринитију је добио име по њему.